# Торе Санта Сузана
Торе Санта Сузана (итал. Torre Santa Susanna) је насеље у Италији у округу Бриндизи, региону Апулија.
Према процени из 2011. у насељу је живело 9810 становника. Насеље се налази на надморској висини од 71 м.

## Становништво
Према резултатима пописа становништва 2011. у општини је живело 10.703 становника.
| 1936. | 1951. | 1961. | 1971. | 1981.  | 1991.  | 2001.  | 2011.  |
| ----- | ----- | ----- | ----- | ------ | ------ | ------ | ------ |
| 6.156 | 7.482 | 8.599 | 9.341 | 10.622 | 11.137 | 10.614 | 10.703 |